# Locos de remate
Locos de remate (título original: Stir Crazy) es una película estadounidense de 1980 dirigida por Sidney Poitier, producida por Hannah Weinstein y escrita por Bruce Jay Friedman. Fue protagonizada por Gene Wilder y Richard Pryor como un par de amigos desempleados que reciben por accidente una sentencia de 125 años de prisión. La cinta recibió críticas generalmente positivas, registrando una aprobación del 67% en Rotten Tomatoes y convirtiéndose en un éxito de taquilla.

## Sinopsis
Skip Donahue y Harry Monroe son un dramaturgo y un actor fracasados que se cansan de la vida rutinaria y ruidosa en Nueva York. Deciden entonces emprender un viaje por carretera hacia Los Ángeles, haciendo una parada en un pequeño pueblo de Arizona, donde por accidente son confundidos con un par de ladrones de bancos y reciben la increíble condena de 125 años de prisión.

## Reparto
- Gene Wilder es Skip Donahue.
- Richard Pryor es Harry Monroe.
- Georg Stanford Brown es Rory Schultebrand.
- JoBeth Williams es Meredith.
- Miguel Ángel Suárez es Jesús Ramírez.
- Craig T. Nelson es Ward Wilson.
- Barry Corbin es Walter Beatty.
- Charles Weldon es Blade.
- Nicolas Coster es Henry Sampson.
- Joel Brooks es Len Garber.
- Jonathan Banks es Jack Graham.
- Erland Van Lidth es Grossberger.
- Luis Ávalos es Chico.
- Grand L. Bush es Slowpoke.
- Lee Purcell es Susan.